# En una hostería romana
En una hostería romana (en danés: Fra et romersk osteria) es un óleo sobre lienzo del pintor danés Carl Heinrich Bloch. Terminado en 1866, es una de las escenas de género más conocidas de Bloch.

## Historia
La pintura fue un encargo del comerciante Moritz G. Melchior, amigo y principal promotor de Bloch, quien fue incluido en la escena al fondo de la obra (está sentado en una mesa hablando con sus amigos). Dos figuras femeninas están sentadas dándole la espalda. El hombre sentado de espaldas observando a los espectadores es el propio pintor. Bloch fue alumno de Wilhelm Marstrand. Esta obra es similar a la Escena de una hostería italiana (1848), de Marstrand.
La pintura fue adquirida por la Galería Nacional de Dinamarca en 1935. El óleo sobre lienzo sin marco mide 148,5 por 177,5 cm (58,5 por 69,9 in).